# National Italian American Foundation
La National Italian American Foundation o NIAF è un'associazione culturale statunitense senza fini di lucro, nata nel 1975 con lo scopo di promuovere la storia, la lingua e la cultura dell'Italia negli Stati Uniti e di fare da punto di riferimento per i circa 20 milioni di statunitensi che vantano origini italiane.
La sede legale della NIAF si trova a Washington. Tra le attività e i programmi svolti dalla NIAF vi sono; congressi e conferenze su scala nazionale sulla lingua e cultura italiana; borse di studio; monitoraggio dei mass-media al fine di proteggere l'immagine degli italoamericani; promozione dei rapporti sia culturali che economici tra Italia e Stati Uniti.
NIAF funge anche da voce importante per gli italoamericani a Washington, DC. La Fondazione lavora a stretto contatto con il Congresso degli Stati Uniti, la Casa Bianca, il Dipartimento di Stato degli Stati Uniti, l'ambasciata degli Stati Uniti a Roma e l'ambasciata italiana a Washington per promuovere il patrimonio italiano americano e fungere da fondazione educativa bipartisan. Come voce unificata su questioni importanti per gli italoamericani, la Fondazione instaura relazioni con i principali decisori per conto della comunità italoamericana e funge da leader di risorse e pensiero per politici e diplomatici.

## Storia

### 1975-1985: un'agenda nazionale
Nel pomeriggio di sabato 26 aprile 1975, diciannove italoamericani sotto la guida di mons. Geno Baroni, un prete cattolico e rinomato attivista sociale, si sedettero insieme al Centro nazionale per gli affari etnici urbani e si dedicarono al compito di formare "un ufficio nazionale degli italoamericani situato a Washington, DC - una sede centralizzata per la ricerca e lo sviluppo di un'agenda nazionale di questioni e obiettivi formata da americani di origine italiana". Da questo incontro è nato il nucleo di quella che sarebbe cresciuta fino a diventare la National Italian American Foundation.
I primi dirigenti immaginavano un forum nazionale che avrebbe riunito italoamericani per seminari e discussioni su argomenti come l'istruzione, la politica, la diffamazione, gli affari, gli affari della comunità, i media, la religione e la cultura. A metà degli anni '70 la comunità italo-americana ha lottato con la crescita e il progresso verso il sogno americano. Leader civici come Mons. Baroni hanno visto la creazione di qualcosa di diverso e distinto dai gruppi precedenti come la migliore strada per il futuro successo e l'integrazione per gli italoamericani. La Fondazione italiana americana (IAF) ha aperto il suo primo ufficio nel centro di Washington, DC, il 1º aprile 1976. Il famoso uomo d'affari Jeno Paulucci è stato il primo presidente ed è onorato come fondatore ufficiale della NIAF. Una delle prime iniziative di Paulucci è stata la creazione di un gruppo centrale di sostenitori finanziari, il Consiglio dei 100.
Nel settembre 1976, IAF ha ospitato la sua prima cena tributo bicentenario in onore dei 29 italiani americani che hanno servito nella delegazione congressuale italoamericana al 94º congresso. Tra i partecipanti c'erano l'ex presidente Gerald Ford, il presidente Jimmy Carter e il vicepresidente Walter Mondale. Lì il presidente Paulucci ha detto agli ospiti: "Stasera, rappresentiamo la comunità italoamericana di questo paese, sono davvero visibili: vedi la forza, vedi l'influenza, vedi il riconoscimento di una comunità unificata di italoamericani. Non siamo più un gigante dormiente".
Nel 1977 è stata pubblicata la prima newsletter IAF di Washington, introducendo la Fondazione a un pubblico di oltre 65.000 persone. Quando la Fondazione ha pubblicato il suo primo sondaggio, cercando le opinioni della comunità sulle principali questioni che affrontano gli italoamericani, hanno risposto oltre 10.000 persone. I risultati sono stati informatizzati, tabulati e analizzati per fornire una delle prime valutazioni della coscienza nazionale italiana in America. Nel maggio 1978, la IAF è stata ribattezzata ufficialmente dalla National Italian American Foundation (NIAF).
Negli anni '80 la NIAF ha acquisito un ruolo sempre più importante come organizzazione anti-diffamazione per gli italoamericani. La NIAF ha inoltre ampliato i suoi programmi esistenti, aggiungendo al contempo maggiori sforzi per generare entrate. Sono state istituite borse di studio nel 1981 e gli impegni del Fondo di dotazione hanno raggiunto 800.000 dollari nel 1982. La cena in cravatta nera di Washington, DC Tribute Gala, è stata ulteriormente estesa in una convenzione di più giorni con conferenze, una mostra e molteplici eventi accessori; e il formato di gala di ottobre ha iniziato a essere seguito per le cene regionali nelle principali città. La NIAF ha iniziato a creare "regioni" amministrative negli Stati Uniti in modo da poter nominare coordinatori regionali e ospitare eventi di raccolta fondi locali. E la NIAF ha iniziato a pubblicare il suo periodico trimestrale, la rivista "Ambassador", che è stata spedita ai membri della NIAF dal 1985.
Gli anni '80 hanno inaugurato quello che Paulucci e il suo successore, il presidente Frank Stella, hanno definito "un decennio italo-americano". Nel 1982 Mario Cuomo divenne il 52º governatore dello Stato di New York, un emblema per gli italoamericani del "successo dalle stalle alle stelle" a cui aspiravano duramente. Poco dopo, il "New York Times" ha pubblicato un articolo intitolato "Gli italoamericani stanno arrivando da soli" e ha messo in evidenza la NIAF. "La forza principale che spinge all'unanimità e alla cooperazione è la National Italian American Foundation", ha scritto Stephen Hall, egli stesso nipote di immigrati italiani. Nel 1984 Geraldine Ferraro, già fervente sostenitrice della NIAF, divenne sia la prima nominata vicepresidente democratica italiana americana che la prima donna. Nel 1986 Antonin Scalia è stato nominato alla Corte suprema.
Nel corso del decennio NIAF ha supportato innumerevoli conferenze, molte in collaborazione con gruppi italo-americani di lunga data come Order Sons of Italy in America. La NIAF ha avuto un ruolo iniziale nel sostenere il documentario vincitore dell'Oscar The Stone Carvers, che ha esaminato il lavoro degli scultori di pietre italoamericani che lavoravano alla Cattedrale di Washington. La quinta cena dei Premi congressuali biennali della NIAF, nel 1984, ha visto la partecipazione del presidente Ronald Reagan e del vicepresidente George H. W. Bush, insieme ai loro rivali democratici Walter F. Mondale e Geraldine Ferraro.

### 1985-1995: il decennio italo-americano
Nel 1985 la NIAF ha lanciato importanti nuove attività rivolte agli americani di eredità italiana, dai 18 ai 40 anni, attraverso una divisione per attività giovanili di recente costituzione. La NIAF ha anche annunciato la creazione di un National Media Institute per aiutare i media nazionali e locali alla ricerca di una rappresentazione accurata e autentica delle realtà della vita italiana americana e dei contributi in America.
Nell'ottobre 1985, in un momento cruciale per l'organizzazione, Frank Sinatra, unico premiato della cena di gala del 10º anniversario della NIAF, disse che per lui "il premio NIAF era speciale perché veniva dalla famiglia". Ronald e Nancy Reagan si sono uniti a Frank e Barbara Sinatra sul palco quella sera, e il Presidente ha elogiato il lavoro della NIAF per onorare il sogno americano.
Nel 1986 la NIAF ha istituito un programma di scambio di studenti con l'Italia attraverso un progetto cooperativo con l'USIA. La NIAF avrebbe inviato 15 studenti italoamericani in Italia e l'Italia avrebbe inviato 15 studenti negli Stati Uniti. Questo programma inaugurale alla fine si trasformerà in dozzine di opportunità di scambio in più una volta che la NIAF sia diventata il ponte tra le due nazioni. Con lo stesso occhio rivolto al futuro, NIAF e FIERI Inc. hanno sponsorizzato più tardi, sempre quell'anno, la prima conferenza nazionale per giovani italoamericani a Washington, DC.
Alla fine degli anni '80, la NIAF si era evoluta nella voce principale della nazione per gli italoamericani e il suo galà annuale era diventato uno dei più alla moda di Washington. Alla cena di gala del 1989, la leggenda del baseball Joe DiMaggio decise di saltare il primo gioco delle World Series del 1989 nella sua città natale di San Francisco per partecipare al Gala della NIAF. Lo Yankee Clipper osservò: "Sai che la NIAF è importante per me quando un vecchio centrocampista distrutto lascia la prima notte delle World Series per essere qui". Nello stesso anno, la famosa casa d'aste Christie's accettò di condurre l'asta NIAF.
Nell'estate del 1990, la NIAF è stata nominata dal Dipartimento di Stato il deposito del settore privato per i fondi donati per aiutare a ripristinare e rinnovare Villa Taverna, la sede dell'ambasciatore americano a Roma: il primo di una lunga serie di partenariati pubblico-privato in cui la NIAF avrebbe collaborato con il governo per incoraggiare l'orgoglio italo-americano.
Nel 1992, a seguito di una missione di successo di tre anni prima per incontrare la leadership della comunità italiana in Argentina, NIAF ha condotto un viaggio in Australia e Nuova Zelanda per raggiungere l'obiettivo di aiutare gli italoamericani a conoscere le popolazioni italiane in altri paesi. In quello che sarebbe diventato il primo di un'altra tradizione di lunga data della NIAF, il 1994 vide l'inaugurazione del concerto commemorativo di Sergio Franchi. Una collaborazione tra NIAF ed Eva Franchi, vedova del grande tenore americano italiano e sostenitore di lunga data della NIAF Sergio Franchi, il concerto si sarebbe sviluppato in uno dei luoghi più importanti della nazione per i giovani talenti musicali.

### 1995-2005: il matrimonio tra il passato e il presente
Nel giugno del 1994, la NIAF trasferì la propria sede al Peter F. Secchia Building, 1860 a St. NW. Passando al DuPont Circle, la NIAF ha creato un'ambasciata per la comunità italoamericana nella capitale della nazione. Non più semplicemente un'organizzazione che cerca di mobilitare l'influenza italo-americana nelle sale del governo, la NIAF è entrata nel suo terzo decennio ben consapevole della propria responsabilità di principale rappresentante della nazione dei quasi 20 milioni di italoamericani. Come parte dei suoi sforzi per onorare tale dovere, il leader della NIAF ha inaugurato il nuovo edificio svelando il Muro d'Onore italo-americano, onorando le centinaia di italoamericani che hanno aiutato nella creazione e nel successo della NIAF.

### 2005-2015: "Steward of our Heritage"
Nel marzo 2005, sono stati avviati i forum di politica pubblica NIAF-Frank J. Guarini a Capitol Hill, con la Fondazione che ha invitato l'ambasciatore Charles A. Gargano a fungere da oratore principale. Questi forum riuniscono leader e politici dall'interno e dall'esterno della comunità italoamericana per affrontare, in una sede bipartisan, le questioni più urgenti che la nazione deve affrontare.
Il programma "Ambasciatore Peter F. Secchia Voyage of Discovery" è stato lanciato nel 2007. Questo programma porta da 20 a 30 studenti universitari italoamericani in Italia per due settimane di servizio e viaggi storici ogni estate. Nel presentare la sua iniziativa, l'ambasciatore Secchia ha affermato che "offrendo queste opportunità ai giovani italoamericani per stringere legami più profondi e più forti con le persone e i luoghi che condividono il loro passato e per aggiungere a quei valori che possono ispirare la loro futura partecipazione con NIAF, Voyage di Discovery prepara anche la prossima generazione di giovani italoamericani per il loro ruolo di amministratori della nostra eredità".
Questi legami più profondi con l'Italia sono stati messi in servizio a seguito del terremoto del 2009 in Abruzzo. In risposta, la NIAF ha avviato una partnership pubblico-privata con il Dipartimento di Stato americano, guidata dal funzionario del Consiglio di amministrazione della NIAF John F. Cavelli, che avrebbe contribuito a raccogliere 2 milioni di dollari dalla comunità italoamericana e oltre per ricostruire importanti strutture educative presso l'Università di L'Aquila e di portare centinaia di studenti abruzzesi sfollati negli Stati Uniti con borse di studio complete.
Un mese dopo il terremoto, la NIAF ha eletto Jerry Colangelo come quinto presidente. Entro il 2010, l'ambasciata d'Italia si è impegnata a raccogliere i 3 milioni di dollari necessari per preservare l'"AP Italian Language Examination" come parte dell'offerta annuale del Board College. Con un dono alla leadership di 250.000 dollari da parte del presidente emerito della NIAF, il deputato Frank J. Guarini, la Fondazione è stata in grado di raccogliere un totale di 750.000 dollari. Grazie all'impegno della NIAF e della comunità italoamericana riunita, l'"AP Italian Language Exam" è tra le offerte del College Board e il numero di studenti che partecipano al test ogni anno continua a crescere.
Nel 2011 NIAF ha continuato la sua attività come sostenitore della cultura italiana finanziando il "Progetto Biblioteche Italiane Lorenzo Da Ponte" presso l'UCLA, un'iniziativa creata per tradurre le opere di 100 autori italiani che avevano apportato significativi contributi letterari, filosofici, giuridici e storici al mondo di cultura internazionale. Molte di queste opere non erano mai state disponibili in inglese. L'anno 2011 ha visto anche il vertice della NIAF invitato a partecipare alle celebrazioni ufficiali del 150º anniversario dell'Unità d'Italia a Roma. La delegazione è stata riconosciuta dal presidente della Repubblica italiana, Giorgio Napolitano, e l'invito senza precedenti ha chiarito il rispetto reciproco condiviso tra il governo della Repubblica italiana e la Fondazione nazionale italiana americana.
A guidare quella delegazione a Roma era l'allora presidente della NIAF Joseph V. Del Raso, che era stato una voce di spicco nel consiglio per aver reso la NIAF "più di un'organizzazione internazionale". Quando è stato eletto presidente della NIAF due anni dopo, Del Raso ha continuato a guidare la Fondazione nel lavorare per consolidare ed espandere i legami culturali ed economici con l'Italia, assicurandosi che le generazioni future di italoamericani integrati potessero sempre tornare alla fonte della loro eredità.
Nel 2011, in occasione del 36º anniversario della Fondazione, il Presidente degli Stati Uniti d'America allora in carica, Barack Obama, intervenne al Niaf Gala per parlare del contributo degli italo-americani alla crescita degli Stati Uniti. Quell'anno il Chairman per NIAF Italia è stato il professor Paolo Catalfamo.
A succedere a Del Raso come presidente della NIAF fu l'allora Chief Operating Officer della NIAF John M. Viola, il primo presidente nella storia della NIAF a non essere eletto dal Consiglio di amministrazione. All'età di 30 anni, Viola portò nuove strategie alla Fondazione; eleggendolo presidente, la NIAF si è dedicata nuovamente allo sviluppo di una nuova generazione di leadership della comunità.
Nel 2013, in una delle partnership più importanti nella storia recente della NIAF, la Fondazione è diventata l'unica organizzazione italoamericana ad essere partner ufficiale della serie di documentari PBS, The Italian Americans, diretta da John Maggio. Questo storico film di quattro ore è andato in onda su classifiche senza precedenti nel febbraio 2015 ed è stato lodato come uno dei più importanti, omogenei e accessibili racconti della storia degli italiani in America.
Nel 2014, nel tentativo di affrontare nuove sfide con nuove strutture, la NIAF ha iniziato a ristrutturare il suo programma di sovvenzioni di lunga data per offrire finanziamenti più sostanziosi per progetti importanti per la comunità italoamericana. A tal fine, NIAF è stata in grado di presentare la sovvenzione NIAF-Pellegrini in studi romani all'Università del Maryland nel 2014. Il programma da 500.000 dollari rappresenta il più grande dono educativo singolo nella storia della Fondazione; questo nuovo approccio sarà ripetuto nel 2016 in collaborazione con l'Università di Palermo.

## Programmi

### Borse di studio
La NIAF gestisce annualmente quasi 200 borse di studio individuali di valore compreso tra 2.500 e 12.000 dollari per gli studenti italoamericani che studiano in un'ampia varietà di materie. Solo nel 2015, le borse di studio della NIAF hanno incassato 934.654 dollari di aiuti diretti a studenti meritevoli italoamericani. I premi vengono assegnati in base al merito accademico e divisi tra due gruppi di studenti.

### Borse di viaggio
Oltre alle borse di studio accademiche, NIAF supporta anche gli studenti nell'esplorazione delle loro radici italiane attraverso l'ambasciatore Peter F. Secchia Voyage of Discovery Program. Il viaggio estivo di due settimane in Italia, interamente pagato, mira a rafforzare l'identità italo-americana legando i giovani italo-americani al paese, alla cultura e al patrimonio italiano, attraverso visite didattiche, visite ai musei e incontri con funzionari del governo locale. Gli studenti restituiscono anche alla loro madrepatria attraverso un progetto di servizio alla comunità, dal lavoro con i disabili mentali alla costruzione di progetti amministrati dai consolati degli Stati Uniti.

### Programmi Fulbright USA-Italia
Il programma Fulbright in Italia offre opportunità ai cittadini statunitensi in due categorie principali, il programma Fulbright Student e il programma Fulbright Scholar. Il programma per studenti Fulbright è progettato per offrire opportunità di sviluppo personale ed esperienza internazionale in tutte le discipline attraverso programmi di studio e ricerca. Il programma serve anziani laureati, neolaureati, master e dottorato, candidati, giovani professionisti e artisti. I programmi includono il Fulbright Award per un Master in Pubblica Amministrazione presso SDA BOCCONI, Milano; il programma Fulbright English Teaching Assistantship (ETA); i premi Fulbright Open Study / Research in tutte le discipline 2017-2018; il Fulbright Grant in Deafness Studies 2017-2018 e la Fulbright-Casten Family Foundation 2018-2018.
Nel maggio 2015, NIAF ha introdotto una nuova partnership con la Commissione Fulbright USA-Italia e la Fondazione Giovanni e Francesca Falcone. Attraverso questo impegno triennale, le borse di studio saranno disponibili per uno studente americano e uno laureato siciliano per condurre ricerche in criminologia, promuovere il valore dello stato di diritto e sostenere la cultura antimafia presso la Fondazione Falcone di Palermo. Questo è l'unico programma della Commissione Fulbright USA-Italia che prevede studi sia per uno studente americano che per uno italiano.

### Stage
Stage NIAF-CUA: NIAF e The Catholic University of America hanno collaborato per offrire opportunità di internato agli studenti che si laureano o seguono un corso di studi italiani presso la Catholic University of America. Il tirocinio offre agli studenti la possibilità di collegare il loro lavoro accademico a possibili impieghi futuri, nonché di utilizzare e sviluppare le loro abilità linguistiche italiane in un'atmosfera professionale.
Stage i-Italy: NIAF e i-Italy hanno stretto una partnership per offrire 2 opportunità di stage ai neolaureati italoamericani interessati a costruire le basi per una carriera nel settore dei media, migliorando nel contempo la loro conoscenza della lingua italiana.
NIAF Congressional Fellowship: la Fondazione colloca eccezionali studenti universitari, laureati e neolaureati negli Stati Uniti d'America negli uffici dei membri della Delegazione congressuale americana (IACD) per incoraggiare e supportare la prossima generazione della leadership italiana americana. I borsisti conoscono il processo legislativo, le questioni che deve affrontare il Congresso e le operazioni di un ufficio del Congresso mentre lavorano per un leader italiano-americano eletto nelle politiche pubbliche.
Fellowship del Museo Americano Italiano NIAF: a partire dal 2016, NIAF ha invitato i colleghi del museo a curare una mostra italoamericana per il nuovo museo della Fondazione presso la sede NIAF.

### NIAF e La Scala
La NIAF offre una borsa di studio in collaborazione con l'Accademia Teatro alla Scala, una delle istituzioni più rinomate per la formazione dei professionisti delle arti dello spettacolo, e la Graduate School of Business (MIP) del Politecnico di Milano, una scuola di gestione riconosciuta a livello internazionale. La borsa di studio per 13.500 euro (circa 14.500 dollari) viene assegnata a uno studente laureato italiano-americano che sta cercando un master in Performing Arts Management. Questo programma di 18 mesi in inglese include uno stage di tre-sei mesi presso istituti di arti dello spettacolo in tutta Italia e all'estero. Il programma è aperto a 30 partecipanti. Viene inoltre offerto in collaborazione con il Piccolo Teatro di Milano e con il patrocinio dell'Opera Europa, un'organizzazione di servizio internazionale che rappresenta oltre 150 famosi teatri e festival.

### NIAF sul Campus
NIAF on Campus è un programma Fellow del NIAF Italian American Leadership Council (IALC) appena creato. Il suo obiettivo è lo sviluppo di una strategia unificata per l'organizzazione e la gestione di gruppi educativi e sociali italiani americani nei campus universitari. Per fare questo NIAF riunirà 15 degli studenti più attivi in tutta la nazione in modo che possano avere una voce uguale nel processo. Gli studenti guideranno la discussione e la progettazione di una strategia "NIAF sul campus" e diventeranno borsisti a lungo termine della Fondazione per supportare l'implementazione di tale strategia per molti anni a venire. Il candidato ideale per un Fellow non solo condurrà la discussione e il design, ma lavorerà per identificare il prossimo Fellow in quel campus per succedere al candidato nel prossimo anno e oltre.

### Sovvenzioni
La missione della National Italian American Foundation è di promuovere e proteggere il patrimonio italiano americano. A supporto di questa missione generale, l'obiettivo di NIAF è di svolgere un ruolo attivo nella sponsorizzazione di progetti ed eventi legati all'Italia attraverso il Programma di sovvenzioni e sponsorizzazioni della Fondazione. Per richiedere una sovvenzione NIAF o sponsorizzazioni di eventi, le parti interessate devono presentare una domanda a grants@niaf.org a titolo oneroso. Le proposte vengono riviste dal Comitato per le sovvenzioni e le sponsorizzazioni della NIAF su base trimestrale.

## Gala e premi
Ogni ottobre, in occasione del Mese del Patrimonio Italiano, la NIAF ospita il suo weekend di gala di anniversario, un raduno ampiamente celebrato e atteso annualmente da italiani e italoamericani. Questa celebrazione di tre giorni presenta un programma di degustazioni di vini, proiezioni di film, concerti di livello mondiale e conferenze importanti, che culminano con il Gala dell'anniversario in cravatta nera. Dal 1976, celebrità e personaggi hanno partecipato alla cena dei Black Tie Gala Awards.

### Riconoscimenti
Un elenco limitato di importanti personaggi premiati alla cena del NIAF Black Tie Gala Awards:
- Premio Arte e Moda: Giorgio Armani
- Premio aziendale: Jeno Paulucci
- Premio per l'intrattenimento: Tony Bennett, Al Pacino, Anjelica Huston, Roberto Benigni
- Premio moda: Miuccia Prada
- Premio del governo: John Sirica, Peter W. Rodino jr.
- Premio umanitario: Frank Sinatra, Dolores Hope
- Hall of Fame italoamericana: Robert De Niro, Connie Francis
- Hall of Fame italoamericana in musica: Luciano Pavarotti
- Premio di alfabetizzazione: Barbara Bush, Laura Bush
- Premio One America Award: Muhammad Ali, Presidente George H. W. Bush
- The Performing Arts Award: Henry Fonda, Sophia Loren, Frank Capra, Gian Carlo Menotti, Henry Mancini, Perry Como, Liza Minnelli, Alan Alda, Sylvester Stallone, Tony Carlucci, Nicolas Cage, John Travolta
- Premio di servizio pubblico: Antonin Scalia, Nancy Pelosi, Rudolph Giuliani
- Premio sportivo: Joe DiMaggio, Yogi Berra
- Premio Amicizia USA / Italia: Giulio Andreotti, Andrea Bocelli